# Nephthea laevis
Nephthea laevis är en korallart som beskrevs av Jean Victor Audouin 1828. Nephthea laevis ingår i släktet Nephthea och familjen Nephtheidae. Inga underarter finns listade i Catalogue of Life.